# Tencent
Tencent Holdings Limited (SEHK: 700), también conocida como Tencent, es una empresa tecnológica multinacional china cuyas subsidiarias proveen productos y servicios de internet, desarrollan inteligencia artificial y ofrecen servicios de publicidad en China. Su sede está en las torres gemelas Tencent Seafront Towers en Shenzen.
Es una de las empresas de videojuegos más grande del mundo, al igual de ser una de las compañías de mayor valor de mercado. Los diversos servicios que ofrece son de redes sociales, portales de sitios web, comercio electrónico (e-commerce), desarrollo y distribución de videojuegos y servicios de mensajería instantánea conocidos como Tencent QQ y WeChat, a su vez es el portal de internet más grande y la marca más cara de China con 66 mil millones USD Además, es dueña de una de las discográficas más grandes del sector (Tencent Music), que posee el 77% de la cuota de mercado en China.

## Historia
Tencent fue fundada por Ma Huateng y Zhang Zhidong en noviembre de 1998 como Tencent Inc. y Tencent Holdings Ltd. En febrero de 1999 lanzarían su red social QQ. La empresa estuvo durante tres años en pérdidas. En 2001, Naspers adquirió el 46,5% de la compañía.
Fue listado en la bolsa de Hong Kong el 16 de junio de 2004.  Este mismo año se introdujo en el mercado de videojuegos. Hoy en día Tencent Games, una subsidiaria de Tencent Holdings, lidera uno de los rankings mundiales más altos por ingresos de videojuegos en todo el mundo.
El 10 de julio de 2008, Tencent Holding fue agregada al stock constituyente del índice de Hang Seng.
El 21 de enero de 2011 lanzaría WeChat. Este mismo año adquiriría Riot Games. En julio de 2012 compraría gran parte de Epic Games y en 2013 adquiriría el 5% de Blizzard.
En 2015 lanzaría WeBank, el primer banco exclusivamente en línea chino. En 2016 compraría Supercell. Este mismo año lanzaría una nueva firma dedicada al desarrollo de coches eléctricos. En 2017 obtendría un 5% de la cuota de Tesla.
En 2019 declaró tener más de 600 empresas y un millón de servidores. Ese mismo año, la compañía mantenía más de 5000 patentes.

## Servicios
Los productos y servicios de la compañía de Tencent tienen siete líneas de negocios principales: mensajería instantánea (IM), Multimedia en línea (Online Media), servicios de valor agregado de móvil y telecomunicaciones, Servicio de Entretenimiento Interactivo, E-Commerce (comercio electrónico) y servicio de publicidad en línea. Entre los más populares se encuentran QQ, que es el servicio de redes sociales y mensajería instantánea más grande de China y SOSO, un equivalente al buscador Google.

### Modelos de IA
El 27 de febrero de 2025, Tencent presentó un nuevo modelo de inteligencia artificial que, según sus afirmaciones, supera en velocidad a DeepSeek-R1. El modelo Hunyuan Turbo S de Tencent se distingue por su capacidad para responder a las consultas en menos de un segundo, lo que lo diferencia de otros modelos como DeepSeek R1 y Hunyuan T1, que necesitan un breve tiempo para procesar sus respuestas.

## Subsidiarias
Tencent tiene al menos cinco compañías subsidiarias y tiene otros 15 compañías extranjeras asociadas en total.
Videojuegos
Tencent cuenta con su filial Tencent Games enfocado en el desarrollo y distribución de videojuegos para múltiples plataformas, desde ordenadores personales, videoconsolas y en móviles. Tencent Games cuenta con más de 24 estudios de videojuegos y con 76 propiedades intelectuales.
Los estudios que posee son:
Estudios fundados:
- Aurora Studios
- LightSeed & Quantum Studio
- Morefun Studio Group
- Next Studios
- Sixjoy, Ltd
- TiMi Studios
- Uncapped Games

Estudios comprados e invertidos:
- Funcom (100%)[27]
- Leyou Technologies (100%)
- Miniclip (100%)
- Riot Games (100%)[28]
- Sharkmob AB (100%)
- Sumo Group (100%)
- Tequila Works (adquisición total pendiente)[29]
- Novarama (adquisición total pendiente)[30]
- Supercell (84,3%)[31]
- Grinding Gear Games (86%)[32]
- Epic Games (40%)[33]
- Ubisoft (5%)
- Pocket Gems (38%)
- Paradox Interactive (5%)[34]
- Bluehole Studio, filial de Krafton (13,6%)[35]
- PlatinumGames (Participación mínima desconocida)[36]
- Yager Development (Participación mayoritaria desconocida)[37]
- 10 Chambers Collective (Participación mayoritaria desconocida).

Entretenimiento y páginas web
- Comsenz
- MNC Media
- New Classics Media
- Inflix
- Tencent Video
- Trovo Live
- ZAM Network
- Universal Music Group (20 %)
- Marvelous Entertainment (20 %)[38]
- Thunderputo Technologies (16.67 %)
- Kakao (13,54 %)
- Seasun Holdings Ltd. (10 %)
- Digital Sky Technologies (10 %)
- YG Entertainment (4,86 %)
- JD.com (2,3 %)
- Reddit[39]

Tecnológicas
- Coocaa (7,71 %)
- Tesla, Inc. (5 %)[21]

Finanzas y negocios
- WeBank